# 김상희 (가수)
김상희(한국 한자: 金相姬, 본명: 최순강, 한국 한자: 崔順江, 1943년 3월 29일~)는 대한민국의 가수이자 방송인이다. 고려대학교 법학과를 졸업하여 학사 가수 1호로도 알려져 있고, 여성 MC 1호이기도 하다.
고려대학교 법과대학 법학과 1학년에 재학 중이던 1961년 미8군 무대에서 가수로 첫 데뷔, 1965년부터 활동하였다는 등의 내용으로 잘못 알려져 있기도 하나, 1962년 발표한 ‘삼오야(三五夜) 밝은 달’이 데뷔곡이다. 졸업 무렵까지 얼굴을 드러내지 않은 얼굴 없는 가수로 활동하였는데, 당시 고려대학교는 재학생의 가수 활동을 허용하지 않았고, 가족들도 원치 않았기 때문이다.
서울 풍문여고에서 전교 1등을 도맡아 했던 수재였다. 법관이 되기를 희망했던 어머니의 뜻에 따라 1961년 고려대 법대에 입학했지만 결국 노래가 좋아 가수의 길로 들어섰다. 그해 서울 중앙방송국(현재의 KBS)의 합창단 모집에 지원하려다 실수로 동시에 공모한 전속 가수 부문에 신청하여 가수 시험을 보고 1등으로 합격했다.
1971년 TBC 가요대상, 1973년 제1회 대한민국방송가요대상 여자가수부문, 1977년 도쿄 요요기 공원에서 열린 동경 국제 가요제에서 〈즐거운 아리랑〉을 부르며 특별상을 수상했다. 2000년 1월 1일부터 2003년 10월 18일까지 KBS 3라디오 "사랑의 희망음악"의 DJ로도 활동했으며, 현재는 한국방송예술진흥원의 학장으로 재직 중이다.
1966년 한국 뮤지컬의 효시인 ‘살짜기 옵서예’에서 애랑 역을 맡아 뮤지컬 배우로도 활동했다.
아쉽게도 1980년대에는 잠시나마 활동하지 못하였다. 1986년 3월에 MBC(문화방송)를 마지막으로 퇴사한 남편 유훈근 전직 MBC 기자가 훗날 1998년 10월 당시 국민의 정부 시대의 그 당시 김대중 전직 대통령 때의 DJ 청와대 비서실의 공보비서관 출신이라서, 한때 방송 출연 등을 할 수 없어 1988년에는 잠시 미국으로 도피하기도 했다.
1999년 3월에는 아들의 병역비리에 간접적으로 가담한 것으로 알려져 물의를 빚었다.
히트곡으로 〈코스모스 피어있는 길〉, 〈울산 큰애기〉, 〈대머리 총각〉, 〈경상도 청년〉, 〈금산 아가씨〉, 〈즐거운 아리랑〉, 〈빨간 선인장〉, 〈참사랑〉 등으로, 트로트가 대세인 시절 다양한 장르의 노래들을 선보여 주목을 받았다.

## 사건 사고
- 1972년 12월 2일 서울시민회관화재에서 전기 과열로 인한 합선으로 가수 김상희는 왼손과 왼발에 가벼운 부상을 입었다.

## 학력
- 서울수송초등학교 (졸업)
- 풍문여자중학교 (졸업)
- 풍문여자고등학교 (졸업)
- 고려대학교 법과대학 법학과 (졸업)
- 고려대학교 대학원 신문방송학과 언론학과 (졸업)
- 고려대학교 언론대학원 언론학과 (졸업)